# Гюйсщок
Гюйсщок е метален или дървен щок или стойка (подпора) в носовата част на корабите от 1 и 2 ранг за издигане на гюйса, а нощем на щаговата или котвената светлина при стоянка на кораб на котва (шамандура) или швартови. Прибира се по време на стрелби.